# Rogues en Vogue
Rogues en Vogue ist das 13. Studioalbum der deutschen Heavy-Metal-Band Running Wild und wurde im Februar 2005 veröffentlicht.

## Entstehung
Nachdem sich Sänger und Gitarrist Rolf „Rock ’n’ Rolf“ Kasparek zu den beiden vorigen Alben „Victory“ und „The Brotherhood“ Vorwürfe gefallen lassen musste, dass auf den Werken gar kein echter Schlagzeuger namens „Angelo Sasso“, sondern ein Drumcomputer zu hören war, fand eine Umbesetzung des Schlagzeugerpostens statt. Matthias Liebetruth, der bereits zuvor mit der Band live gespielt hatte, wurde nun auch für die Studioproduktion herangezogen.
Die Aufnahmen verzögerten sich aber, da Kasparek in den Jahren nach dem letzten Album sehr mit der Produktion einer Live-DVD sowie der Best-of-CD „20 Years in History“ und mit Umbauarbeiten im Studio beschäftigt war.
Wie beim Vorgänger fanden die Aufnahmen in Kaspareks eigenem Jolly-Roger-Sound Studio unter Assistenz von Katharina Nowy statt. Peter Pichl spielte dabei nicht auf allen Liedern den Bass ein, lediglich bei den Liedern „Angel of Mercy“, „Skull & Bones“, „Black Gold“ und „Winged & Feathered“ war er im Studio. Alle anderen Bassaufnahmen stammen ebenfalls von Kasparek. Der Gesang wurde ebenfalls wie bei „The Brotherhood“ im Casa Nowy unter der Leitung von Niki Nowy aufgenommen. Ferner wurde das Schlagzeug im Downtown Studio in Kirchhorst aufgenommen. In gewohnter Weise wurde das Album von Rainer Holst in den Staccato Studios gemastert.
Das Albencover wurde von Rudolf Wintzer gestaltet. Es zeigt eine goldene Plakette mit einer Prägung des Kopfes des Bandmaskottchens „Adrian“, das hier eine Krone trägt und hinter dem sich nach Art des Jolly Roger Knochen kreuzen. Umgeben ist die Plakette von goldenen und silbernen menschlichen Skeletten.
Das Album wurde am 21. Februar 2005 über GUN Records veröffentlicht und war als CD und limitiertes Digipak mit den Bonustracks „Cannonball Tongue“ und „Libertalia“ erhältlich.
Zum Album fand im September 2005 eine kurze, fünf Konzerte umfassende Deutschlandtournee mit wechselnden Vorbands (darunter Stormwarrior) statt. Zuvor war die Band im August auf dem Metalway-Festival im spanischen Gernika aufgetreten. Im Oktober erfolgte ein zusätzlicher Auftritt auf dem Scream-Festival in Lübeck.

## Titelliste
1. Draw the Line – 4:11
2. Angel of Mercy – 4:44
3. Skeleton Dance – 4:25
4. Skull & Bones – 6:23
5. Born Bad, Dying Worse – 4:17
6. Black Gold – 4:16
7. Soul Vampires – 3:53
8. Rogues en Vogue – 4:45
9. Winged & Feathered – 5:14
10. Dead Man’s Road – 3:34
11. The War – 10:38
Digipack-Bonustracks:
12. Cannonball Tongue – 3:59
13. Libertalia – 3:46

Alle Lieder und Texte wurden von Rock 'n' Rolf geschrieben.

## Bedeutungen einiger Lieder
- „Draw the Line“ berichtet relativ allgemein von einer Revolution.
- „Skull & Bones“ ist ein Lied über Piraterie und beschreibt einen Piratenangriff. Der Songtitel bezieht sich abermals auf den Jolly Roger, die klassische Piratenflagge.
- „Black Gold“ thematisiert den Irakkrieg als von dem Kontrollbedürfnis nach Ölquellen getrieben und nimmt auch Bezug auf den vorgeschobenen Kriegsgrund angeblicher Massenvernichtungswaffen.
- „Rogues en Vogue“ handelt von einer verschwörerischen Gruppe von „Schurken“ (engl.: rogues), die nach der Weltherrschaft streben.
- „Dead Man's Road“ kritisiert brutale und schnelllebige TV-Unterhaltung.
- „The War“ behandelt den Ersten Weltkrieg und mögliche Verschwörungstheorien um seinen Ausbruch. Im Mittelteil werden auf der E-Gitarre verschiedene Militärmärsche zitiert, darunter der „Florentiner Marsch“ (Opus 214) von Julius Fučík und „Preußens Gloria“ von Gottfried Piefke.
- „Libertalia“, ein Bonustrack, berichtet von dem fiktiven gleichnamigen Piratenstaat Libertalia, der eine Sozialutopie von Freiheit und Gleichheit darstellt.

## Kritik und Rezeption
Im Anschluss an das schlecht und uninspiriert empfundene Vorgängeralbum wurde „Rogues en Vogue“ vielerorts als Besserung in Bezug auf das enthaltene Material gewertet, jedoch wurde gelegentlich die Albenproduktion kritisiert. So betonte Götz Kühnemund vom Rock Hard, die Qualität des Albums werde dadurch merklich geschmälert:

„Die Songs an sich sind ganz okay bis gut, auch wenn kein einziger Track wirklich begeistert. Das liegt aber in erster Linie an der amateurhaften Produktion, die ein knapp elfminütiges „Epos“ wie „The War“ schlicht und einfach albern erscheinen lässt.“

Nicht so tragisch sah es der Rezensent Jens Pohl vom Webzine metal.de:

„Unterm Strich ist „Rogues En Vogue“ weder ein Meisterwerk noch ein totaler Reinfall, sondern ein überdurchschnittlich gutes Album mit vielen herausragenden Songs. [...] Über die Produktion kann man sich natürlich streiten, doch auf meiner Anlage knallt das Material so wie es soll. [...] „Rogues En Vogue“ [zählt] nüchtern betrachtet [...] zu den kreativsten Alben seit „Blazon Stone“ und erreicht innerhalb der bandeigenen Diskografie einen Platz ganz weit oben.“

Bei powermetal.de brachte Björn Backes seine Meinung zur Besserung wie folgt zur Sprache:

„[...] zumindest bleibt festzuhalten, dass Running Wild sich mit „Rogues En Vogue“ trotz einiger Einstiegsprobleme wieder gefangen haben und auf dem Weg der Besserung sind. Klassiker wie „Black Hand Inn“ bleiben jedoch weiterhin unantastbar - und werden es wahrscheinlich auch auf immer bleiben. Aber hey, ein ordentlich solides Album von Running Wild, [...] mir ist das jedenfalls lieber als „Victory“ und „The Brotherhood“ zusammen.“

Kommerziell konnte das Album den Erfolg seiner Vorgänger (Platz 26 bei „Victory“, Platz 23 bei „The Brotherhood“) nicht wiederholen und stieg auf Platz 39 in die Charts ein. Nach zwei Wochen war das Werk bereits wieder aus den Top 100 ausgestiegen. Ebenfalls erfolgreich war das Album in Schweden (Platz 49) und Griechenland (Platz 41).
Auf der 2006 erschienenen Compilation „Best of Adrian“, die ausschließlich Songs aus der Zeit bei GUN Records berücksichtigt, waren von dem Album „Rogues en Vogue“ sowie „Draw the Line“ enthalten.